# Sechmach
Sechmach war die Gemahlin des kuschitischen Königs Nastasen, der wahrscheinlich im vierten Jahrhundert v. Chr. regierte.
Sechmach trug die Titel „Königstochter, Königsgemahlin“ und „Herrin von Ägypten“, der Letztere Titel hatte keine reale Bedeutung. Sechmach erscheint auf der großen sich heute in Berlin befindenden Stele ihres Gemahles. Daneben ist sie noch von ihrer Grabstele bekannt, die sich wiederverbaut in einem Tempel beim Gebel Barkal fand. Ihr Bestattungsort ist unbekannt.